# Cody Gakpo
Cody Mathès Gakpo (Eindhoven, 7. svibnja 1999.) nizozemski je nogometaš koji igra na poziciji napadača za Liverpool i nizozemsku reprezentaciju.

## Klupska karijera
Igrao je u juniorskom pogonu PSV Eindhovena, s kojim je potpisao svoj prvi profesionalni ugovor 7. srpnja 2016. Za prvu momčad debitirao je 25. veljače 2018. odigravši utakmicu protiv Feyenoorda, dok je sljedećeg srpnja obnovio ugovor do 2022.
Dana 3. veljače 2019. postigao je svoj prvi pogodak u Eredivisieu i to u utakmici protiv Fortune Sittard koja je završila 5:0.
Dana 26. prosinca 2022. PSV je objavio da je postigao dogovor s Liverpoolom o njegovom transferu. Klupski prvijenac postigao je 13. veljače 2024. u utakmici protiv Evertona koji je poražen 2:0.

## Reprezentativna karijera
Nakon nastupa za nizozemske omladinske selekcije, Gakpo je 14. svibnja 2021. uvršten na preliminarni popis seniorske reprezentacije uoči odgođenog Europskog prvenstva 2020. Dvanaest dana kasnije uvršten je na konačni popis od 26 igrača. S nizozemskom reprezentacijom debitirao je 21. lipnja u utakmici grupne faze Europskog prvenstva protiv Sjeverne Makedonije koju je Nizozemskam dobila 4:0. Svoj prvi pogodak za Nizozemsku postigao je 4. rujna u kvalifikacijskoj utakmici za Svjetsko prvenstvo 2022. protiv Crne Gore koja je završila 4:0.
Svoju prvu utakmicu na Svjetskom prvenstvi 2022. odigrao je u Dohi 21. studenog. Tada je postigao prvi nizozemski zgoditak na tom izdanju Svjetskog prvenstvu, pridonoseći konačnoj pobjedi nad Senegalom od 2:0. Pet dana kasnije ponovio je isto, postigavši pogodak protiv Ekvadora s kojim je Nizozemska igrala 1:1. Time je postao drugi igrač koji je zabio ili asistirao u pet uzastopnih utakmica za Nizozemsku u posljednjih deset godina, nakon Memphisa Depaya. Također je zabio u protiv Katara koji je izgubio 2:0, postavši četvrti nizozemski igrač koji je zabio u tri uzastopne utakmice Svjetskog prvenstva nakon Johana Neeskensa 1974., Dennisa Bergkampa 1994. i Wesleyja Sneijdera 2010. Nizozemska je ispala u četvrtfinalu kada je ispala na jedanaesterce od budućeg prvaka Argentine.
Godine 2024. sudjelovao je na Europskom nogometnom prvenstvu u Njemačkoj: 16. lipnja 2024., na svom debiju u natjecanju, u prvoj utakmici grupne faze protiv Poljske u Hamburgu, postigao je svoj 10. zgoditak za reprezentaciju. Ponovno se upisao u strijelce u porazu od Austrije, koja je pobijedila 2:3. U osmini finala ponovno je dao zgoditak protiv Rumunjske koja je izgubila 3:0.